# Tulum

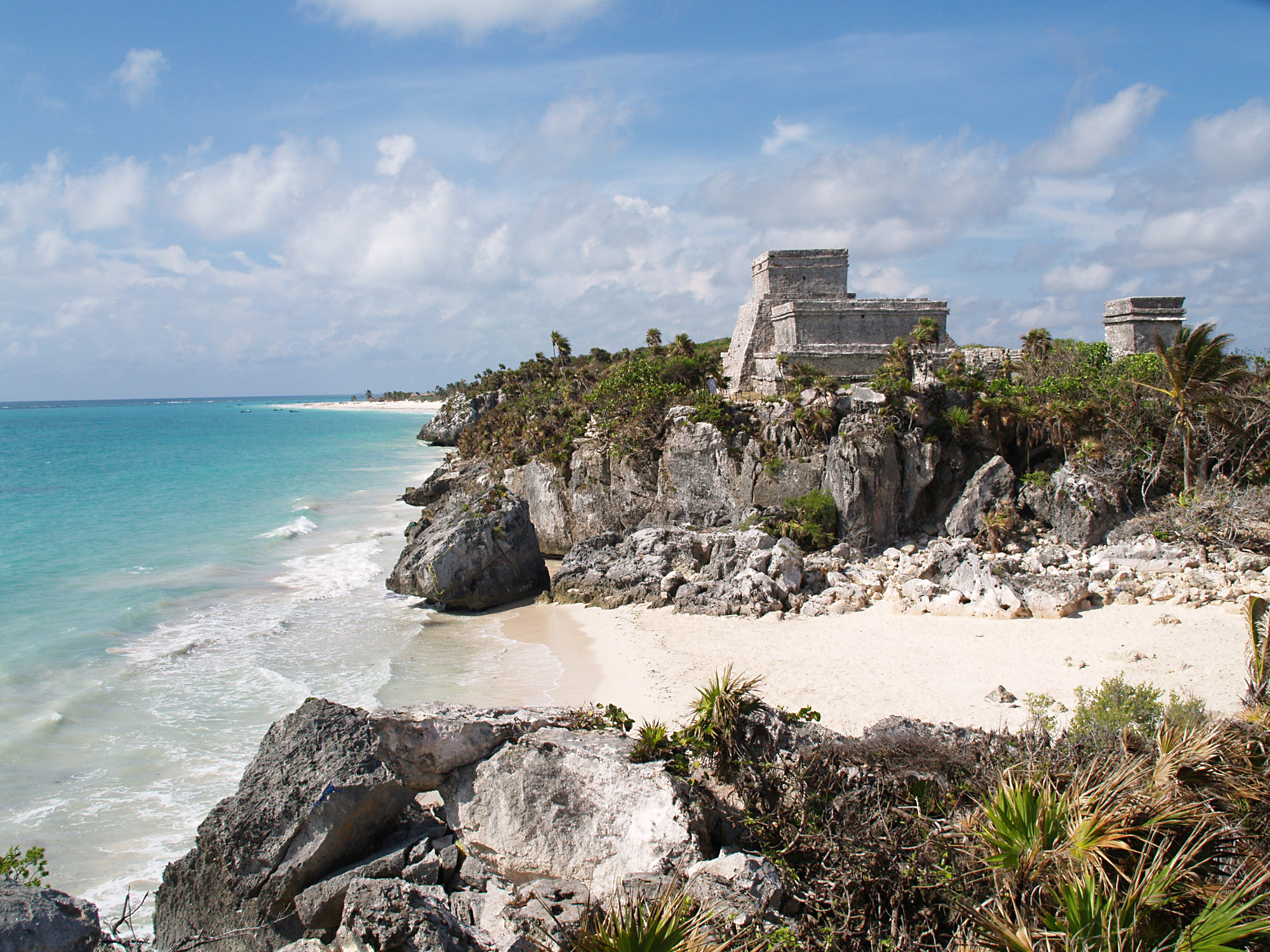

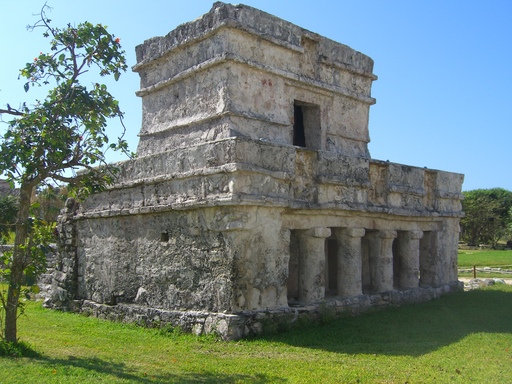
A freskók temploma Tulumban

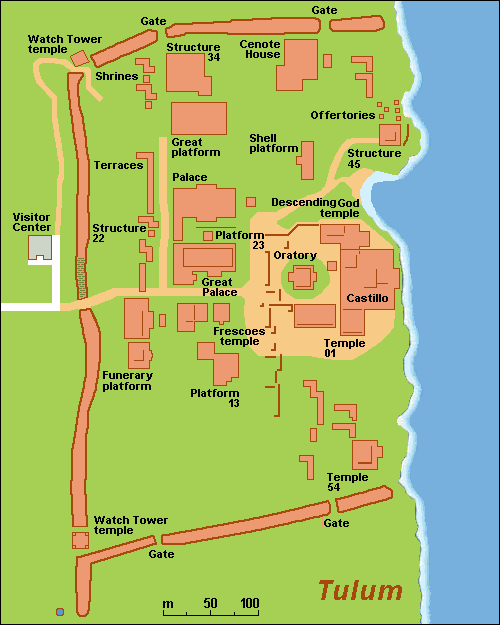

Tulum (maja nyelven Tulu’um, „fal, erődítmény”) egy település és egyben egy maja romváros Mexikó területén. Cancúntól 130 kilométerre délre, a Riviera Maya nevű tengerparton található, amely Quintana Roo szövetségi állam Karib-tengerpartját jelöli.
Minden más maja várostól eltérőben Tulum közvetlenül a tengerparton épült. Legjelentősebb épületei az ún. kastély, az alászálló istenség temploma, a szél temploma, a freskók temploma. A belső várost a tenger felé nyitott városfal veszi körül, északnyugati és délnyugati végében őrtoronnyal. Műemlékvédelmi okokból ma már nem minden épület látogatható.

## Tulum története
Csak későn, a posztklasszikus korszakban, Kr. u. 1200-tól települt be, és a 14. századra a Yucatán-félsziget egyik legnépesebb városállamává nőtt. Juan Díaz, egy szemtanú konkvisztádor 1518-ban méreteit Sevilláéhoz hasonlította. Valószínűleg kedvező helyzete tette fontos kereskedelmi csomóponttá. Védelmi rendszerét jól kiépítették; a spanyol hódítók érkezésekor Tulum volt a környék vallási központja. Az ún. mexikói kaszt-háború idején az ellenálló és lázadó maják egyik központjává vált. Itt volt 1871-től egy a chan santa cruzihoz hasonló ún. beszélő kereszt, amelyet az újkori maja-papnő María Uicab, „Tulum királynője“, őrzött. Az első újkori látogató, aki jegyzeteket és rajzokat is készített, John Lloyd Stephens volt.

## A romváros épületei
Az ún. kastély (El Castillo) Tulum legmagasabb épülete. A már fentebb említett Juan Díaz 1518-as látogatásakor ezt találta a valaha látott legmagasabb toronynak. A tetején található épületben két boltozatos helyiség van, a három bejáratot kígyóformájú oszlopok támasztják alá. A már nem létező kígyófejek feltehetően az talapzaton nyugodtak. A homlokzat egyéb díszítése maja viszonyokban viszonylag egyszerű.
A kastély mellett van Az alászálló istenség temploma (Templo del Dios Descendente). A név a tetőhomlokzat frízében látható figurától származik. Ezt a Tulumban több helyen is előforduló istenség-alakot (például a kastélyban) próbálták kapcsolatban hozni a naplementével, esővel, villámmal, és a méhészettel is. Maja nyelven Ah Mucen Cab (Méhisten) volt a neve.
A freskók temploma (Templo de las Pinturas) nevét a számos kígyóval, halakkal, gyíkokkal és tengeri állatokkal díszítő és isteneket ábrázoló freskóról kapta. Feltételezik, hogy ez valóban templom lehetett, ahol a föld termékenységének isteneihez imádkoztak.
A szél istenségének temploma (Templo del Dios del Viento) egy természetes kiemelkedésen létesült a Karib-tenger közvetlen közelében. Félkör alakú talapzatra épült és egy helyisége van. A félkör alakzat miatt következtettek a szél imádatára. A  maja-építészetben igen ritka építészeti szerkezettel ezen kívül még Uxmalban találkozhatunk (ott A varázsló piramisa).
Az egész várost egy, a területet négyzet alakban (385 · 165 méter) körbefogó és 6 méter széles, 5 méter magas masszív kőfal vette körül.